# 美里町立砥用小学校
美里町立砥用小学校 （みさとちょうりつ ともちしょうがっこう）は熊本県下益城郡美里町土喰（つちばみ）にある公立の小学校。

## 概要
歴史
1874年（明治7年）創立。現校名になったのは2004年（平成16年）。2024年（令和6年）に創立150周年を迎えた。
校訓
「心豊かに、かしこく、たくましく」
校章
稲穂と桜の花弁を背景にして、中央に校名である「砥用」の読み仮名の頭文字「と」の字とその下に「小」の文字を配している。
校歌
作詞は山口白陽、作曲は妻城良夫による。歌詞は2番まであり、両番の歌詞中に校名の「砥用校」が登場する。
通学区域
美里町のうち「上土喰、下土喰、原町、上永富、中永富、下永富、大窪、境、三加、名越谷、古閑、栗崎、二和田、三和、清水、石野、柏川、早楠、安部、今、坂貫、東岩野、大窪町営住宅、御前浜団地、高田団地、くすのき平団地、今村、福良、桑鶴、桑野、竹ノ原、中岳、中川原、筒川」。中学校区は美里町立砥用中学校。

## 沿革
- 1874年（明治7年）8月 - 原町・永富・二和田の組合で、旧・会所撃剣場を原町に移築の上、「公立原町小学校」を創立。
- 1877年（明治10年）- 西南の役勃発により、同年2月上旬から3月下旬まで休校となる。
- 1885年（明治18年）4月 - 「初等中等霍水小学校」に改称。
- 1887年（明治20年）- 小学校令施行により、尋常科（4年制）を設置の上、「尋常霍水小学校」に改称。
- 1889年（明治22年）4月1日 - 町村制施行により、下益城郡16村（清水・永富・境・三加・三和・二和田・安部・石野・柏川・原町・大窪・名越谷・土喰・栗崎・古閑・早楠）が合併し、「西砥用村」が発足。
- 1890年（明治23年）8月 - 対翠小学校を統合の上、「尋常西砥用小学校」に改称。
- 1891年（明治24年）6月 - 火災により、校舎が全焼。
- 1892年（明治25年）7月 -「西砥用尋常小学校」に改称。早楠仮出張所を早楠分教場とする。三渓支校（分校）が分離の上、「名越谷尋常小学校」として独立。堺分教場を移管。
- 1895年（明治28年）6月 - 新校舎が完成。
- 1897年（明治30年）5月 - 柏川分教場を設置。
- 1899年（明治32年）7月 - 火災により、早楠分教場が類焼。
- 1901年（明治34年）7月 - 高等科を併置の上、「西砥用尋常高等小学校」に改称。
- 1902年（明治35年）4月 - 体操場が完成。
- 1908年（明治41年）4月 - 改正小学校令により、尋常科（義務教育年限）が4年制から6年制に改められる。これにより、従来の尋常科4年・高等科4年を「尋常科6年・高等科2年」に改める。
- 1910年（明治43年）6月 - 石野分教場を廃止。
- 1911年（明治44年）10月 - 木造新校舎2棟が完成。
- 1916年（大正5年）5月 - 運動場を拡張。
- 1924年（大正13年）4月1日 - 西砥用村が町制施行の上、「砥用町」となる。これに伴い「砥用尋常高等小学校」に改称（「西」を除去）。
- 1925年（大正14年）5月 - 3教室を増築。
- 1926年（大正15年）1月 - 運動場を拡張。
- 1936年（昭和11年）11月 - 講堂と4教室が完成。
- 1941年（昭和16年）4月1日 - 国民学校令施行により、「砥用町砥用国民学校」に改称。尋常科を初等科に改める。
- 1943年（昭和18年）3月 - 満州砥用開拓団に高等科特修科23名が奉仕作業に参加。
- 1947年（昭和22年）- 学制改革が行われる（六・三制の実施）。
  - 4月1日 - 国民学校初等科は、新制小学校「砥用町立砥用小学校」に改組・改称。
  - 4月 - 国民学校高等科は青年学校普通科とともに、新制中学校「砥用町立砥用中学校」に改組・改称。当初、小学校に併設される。
- 1948年（昭和23年）3月 - 従来の父兄会を解散し、PTAを発足。
- 1950年（昭和25年）5月 - 中学校の独立校舎（第一期工事）が完成し、中学2・3年生が新校舎に移転。
- 1951年（昭和26年）- 独立校舎（第二期工事）が完成し、中学1年生が新校舎に移転。小学校と中学校の併設を解消。
- 1954年（昭和29年）4月 - 創立80周年を記念して太陽図書館が完成。
- 1955年（昭和30年）
  - 4月1日 - 砥用町と東砥用村が合併（砥用中学校が砥用西中学校に改称[3]）。
  - 7月1日 - 隣村の中央村から、今・坂貫・下草野・岩野の一部（九尾）が砥用町に編入。
  - 9月 - 中央村から編入された地区の児童が編入。中央村立中央東小学校[4]から小田尾分校（おたお）が移管される。また、九尾分校を新設。
- 1957年（昭和32年）
  - 4月 - 同年6月に下草野地区が中央村に編入（復帰）することになり、該当地区の児童が中央村立中央南小学校[4]に転出。
  - 12月 - 小田尾分校校舎を新築。
- 1958年（昭和33年）10月 - 早楠分校校舎を新築。
- 1960年（昭和35年）11月 - 柏川分校校舎を改築。
- 1961年（昭和36年）8月 - 九尾分校を廃止。
- 1962年（昭和37年）5月 - 完全給食を開始。
- 1967年（昭和42年）- 小田尾分校を廃止[5]。
  - 最終所在地（小田尾分校）- 熊本県下益城郡砥用町坂貫字小田尾1700番地
- 1968年（昭和43年）- 早楠分校を廃止。
  - 最終所在地（早楠分校）- 熊本県下益城郡砥用町早楠1156番地（北緯32度35分52.0秒 東経130度53分21.3秒 / 北緯32.597778度 東経130.889250度）
- 1982年（昭和57年）4月1日 - 柏川分校を廃止。砥用町立名越谷小学校および砥用町立豊富小学校を統合。
  - 最終所在地（柏川分校）- 熊本県下益城郡砥用町柏川889番地（北緯32度36分34.7秒 東経130度54分51.6秒 / 北緯32.609639度 東経130.914333度）
- 2004年（平成16年）11月1日 - 2町（中央・砥用）合併により、「美里町立砥用小学校」（現校名）に改称。
- 2011年（平成23年）3月 - 新校舎が完成[6]。
  - 所在地（砥用小学校）- 熊本県下益城郡美里町土喰330番地（北緯32度37分09.4秒 東経130度52分13.4秒 / 北緯32.619278度 東経130.870389度）

旧・名越谷小学校（なごしだに）

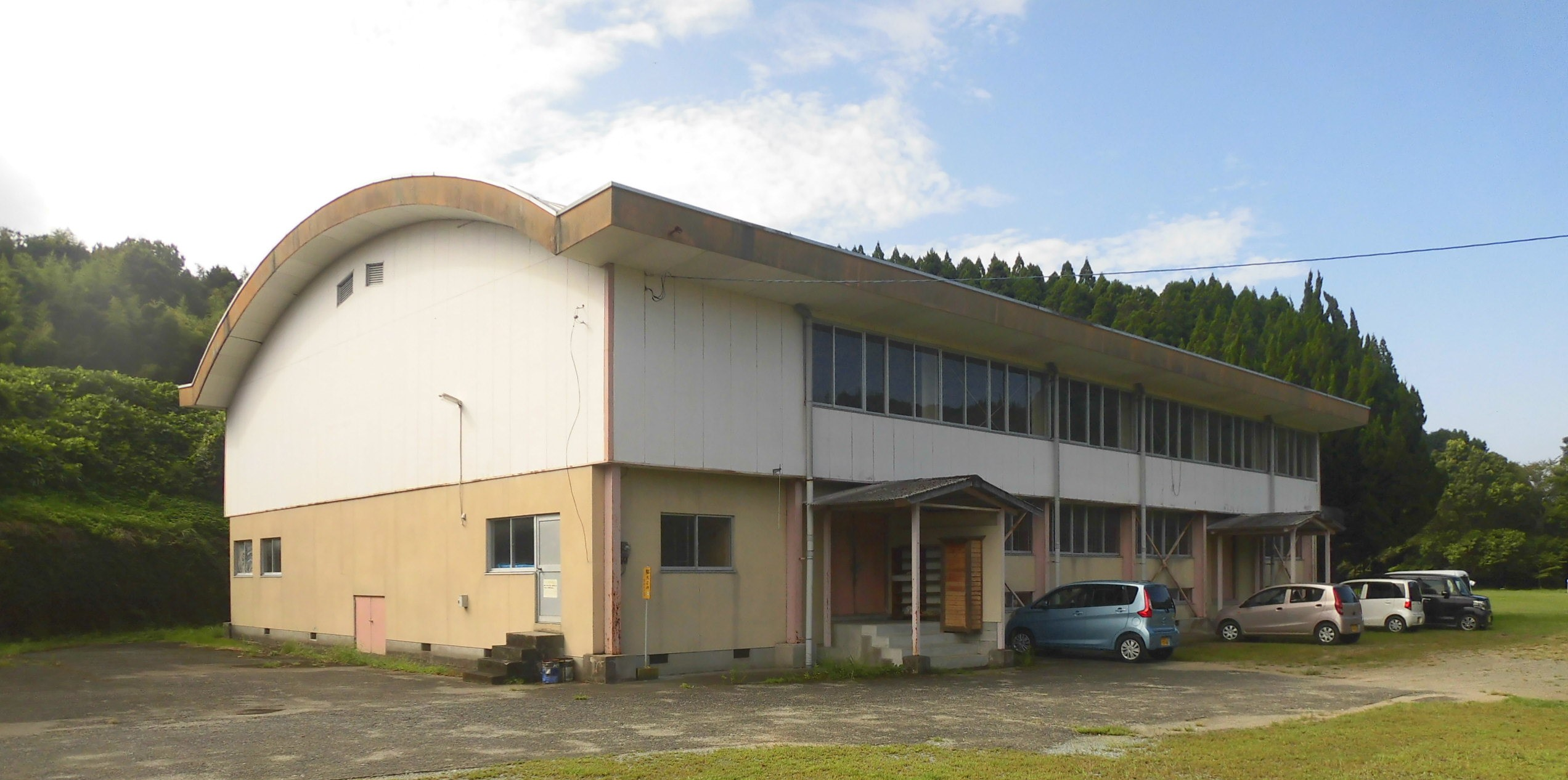
旧・名越谷小 体育館

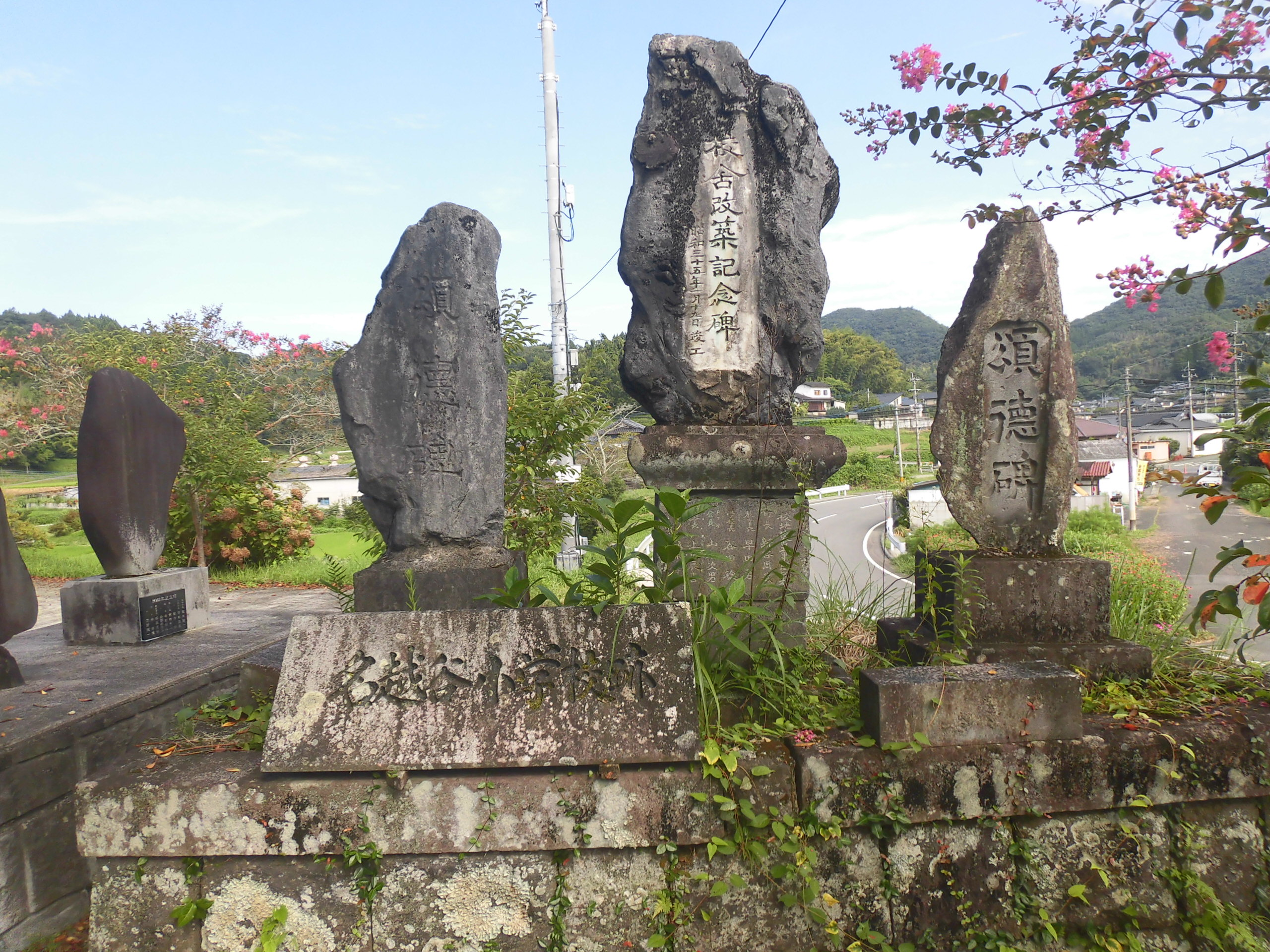
名越谷小学校跡の碑

- 1872年（明治5年）10月 - 「盈放舎」として創立。
- 1874年（明治7年）4月 - 「公立名越谷小学校」に改称。
- 1892年（明治25年）4月 - 「名越谷尋常小学校」に改称・。
- 1901年（明治34年）4月 - 木造2階建て校舎（6教室）が完成。運動場を拡張。
- 1908年（明治41年）4月 - 尋常科5年を新設。
- 1909年（明治42年）4月 - 尋常科6年を新設。
- 1923年（大正12年）6月 - 木造新校舎が完成。
- 1934年（昭和9年）2月 - 講堂が完成。
- 1940年（昭和15年）11月 - 校舎の模様替えを実施。運動場を拡張。
- 1941年（昭和16年）4月1日 -「砥用町名越谷国民学校」に改称。
- 1947年（昭和22年）4月1日 - 学制改革により、新制小学校「砥用町立名越谷小学校」（最終名）に改組・改称。
- 1953年（昭和28年）10月 - 創立80周年記念式典を挙行。
- 1960年（昭和35年）1月 - 新校舎が完成。
- 1973年（昭和48年）- 創立100周年記念式典を挙行。
- 1982年（昭和57年）3月31日 - 砥用町立砥用小学校への統合により、閉校。110年の歴史に幕を閉じる。
  - 最終所在地 - 熊本県下益城郡砥用町名越谷4034番地（北緯32度37分49.8秒 東経130度51分03.2秒 / 北緯32.630500度 東経130.850889度）
  - 交通アクセス - 熊本県道321号囲砥用線
  - 周辺 - 名越谷簡易郵便局、馬越谷阿蘇神社、名越谷観音堂

旧・豊富小学校（とよとみ）

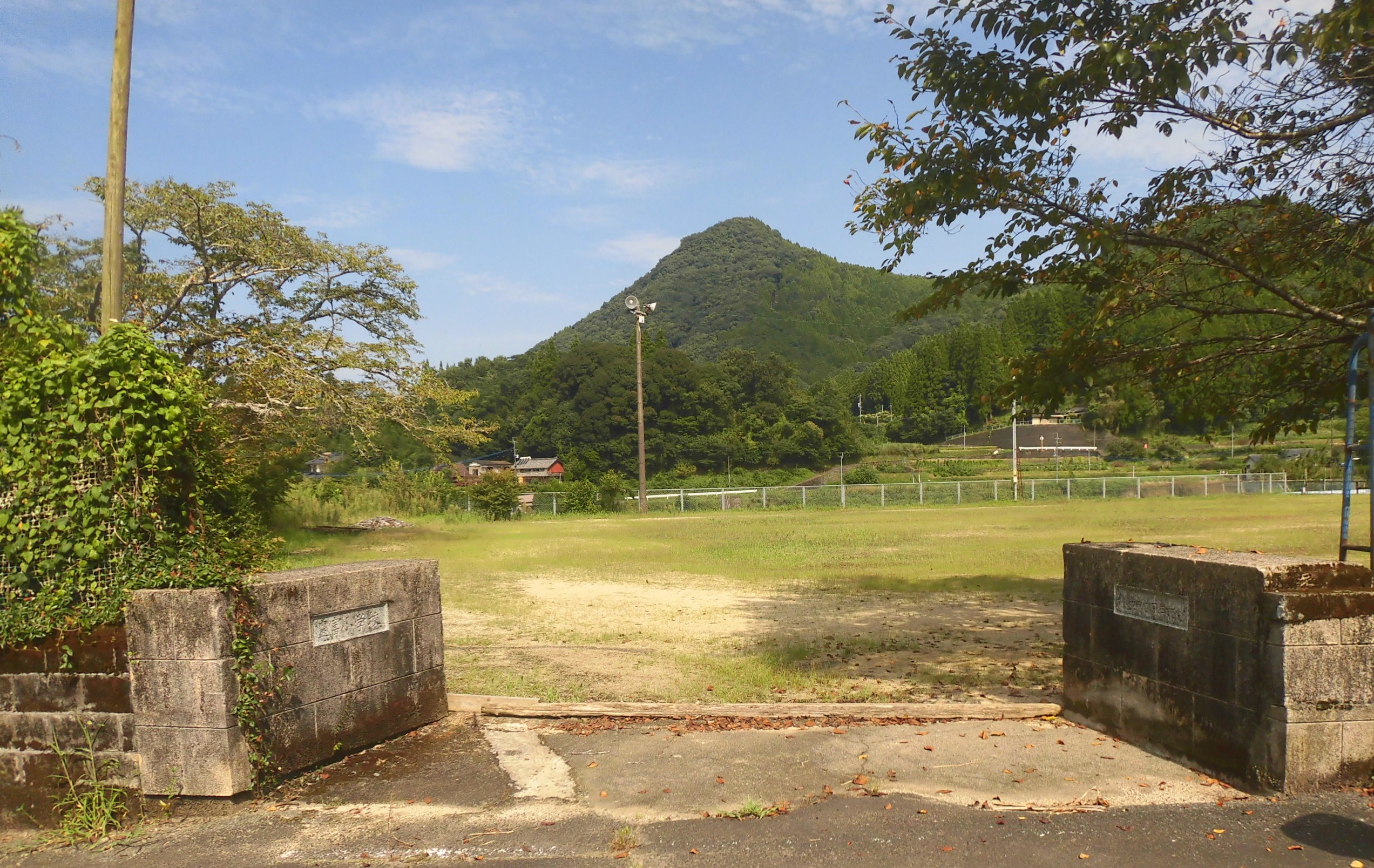
旧・豊富小 正門

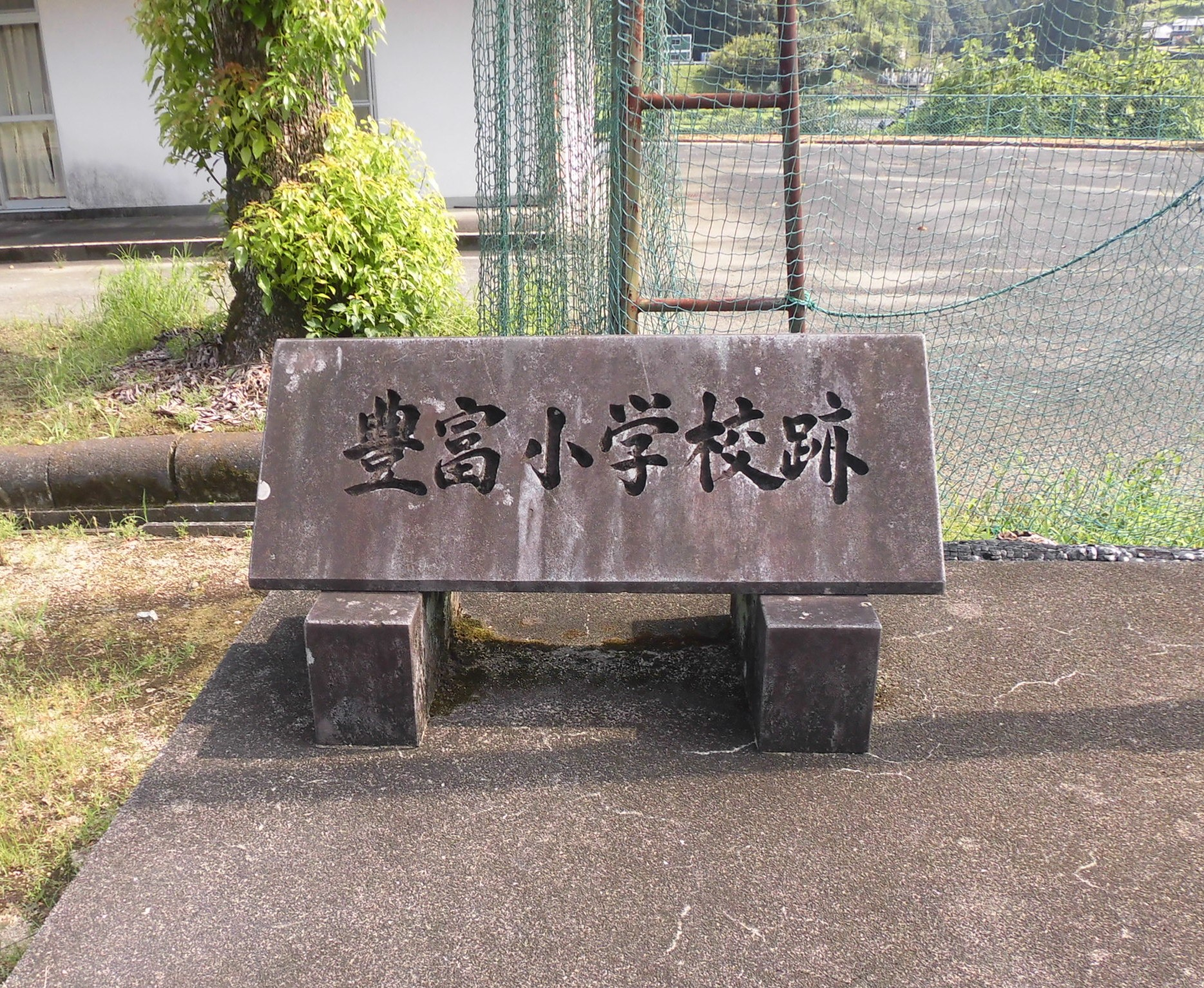
豊富小学校跡の碑

- 1875年（明治8年）5月 - 「中川原小学校」が創立。
- 1884年（明治17年）12月 -「桑津留小学校」が創立。
- 1886年（明治19年）10月 - 桑津留小学校が「竹の迫小学校」に改称。
- 1887年（明治20年）8月 - 2校（中川原・竹の迫）を統合の上、「尋常三へい小学校」とする。樋渡に移転。
- 1888年（明治21年）7月 - 甲佐平分校を設置。
- 1889年（明治22年）
  - 4月1日 - 町村制施行により、下益城郡8村（甲佐平・洞岳・大井早・畝野・遠野・川越・豊富・涌井）が合併の上、「東砥用村」が発足。
  - 10月 - 「尋常豊富小学校」に改称。
- 1899年（明治32年）7月 - 吉君に移転。
- 1908年（明治41年）4月 - 尋常科5年を新設。
- 1909年（明治42年）4月 - 尋常科6年を新設。校地を拡張。校舎を増築。
- 1914年（大正3年）2月 - 甲佐平分校を廃止。
- 1915年（大正4年）9月 - 「東砥用西部尋常小学校」に改称。
- 1918年（大正7年）9月 - 統合により「東砥用尋常高等小学校 豊富分校」となる。
- 1925年（大正14年）4月 - 「豊富尋常小学校」として独立。
- 1931年（昭和6年）1月 - 運動場を拡張。
- 1934年（昭和9年）8月 - 運動場を拡張。校舎を後方に移築。
- 1941年（昭和16年）4月1日 - 国民学校令施行により、「東砥用村豊富国民学校」に改称。尋常科を初等科に改める。
- 1947年（昭和22年）4月1日 - 学制改革により、新制小学校「東砥用村立豊富小学校」に改組・改称。
- 1950年（昭和25年）1月 - 第一校舎が完成。
- 1951年（昭和26年）3月 - 校舎を増築。
- 1955年（昭和30年）4月1日 - 砥用町と東砥用村の合併により、「砥用町立豊富小学校」（最終名）に改称。
- 1975年（昭和50年）- 創立100周年記念式典を挙行。
- 1982年（昭和57年）3月31日 - 砥用町立砥用小学校への統合により、閉校。107年の歴史に幕を閉じる。
  - 最終所在地 - 熊本県下益城郡砥用町豊富530番地（北緯32度38分26.0秒 東経130度53分01.3秒 / 北緯32.640556度 東経130.883694度）
  - 交通アクセス - 熊本県道321号囲砥用線（熊本県道220号三本松甲佐線）
  - 周辺 - 筒川荘、豊富の棚田

## 交通アクセス
最寄りのバス停留所
- 熊本バス 「砥用・学校前」停留所

最寄りの幹線道路
- 国道218号・国道445号 「三和」交差点

## 周辺
- 美里町役場 砥用庁舎
- 美里町立砥用中学校
- はちす保育園
- 砥用音楽幼稚園
- 砥用郵便局
- 肥後銀行砥用支店
- JA熊本うき砥用出張所
- 善通寺

## 著名な関係者
- 高群逸枝 - 代用教員を務めたことがある[7]。